# Cenotaf

Inscripţia: Ridicat acest monument in memoria capitanului Nicolae Valter Măracineanu dupa dorinţa mamei lui. Mort în resboiul cu turci pentru independenţa ţarei la 30 august 1877- Remăşiţele sale sunt inmormintate pe cămpiile din jurul Plevnei

Cenotaf (din greacă κενός / kenos = gol,  τάφος / tafos = mormânt) este un monument funerar sau un memorial ridicat în amintirea unor persoane decedate, ale căror oseminte se găsesc în alt loc sau au dispărut.
De regulă, este un mormânt simbolic, făcut în memoria unei persoane care a murit în altă parte (în război, naufragiu etc.).
Deși marea majoritate a cenotafelor onorează persoane, multe cenotafe remarcabile sunt în schimb dedicate memoriei unor grupuri de persoane, cum ar fi soldații dispăruți ai unor țări.
În arheologie, cenotaf este un termen aplicat, uneori, monumentelor - inclusiv celor din epoca bronzului - care sunt asociate, de regulă, cu un mormânt care, atunci când este cercetat prin săpătură arheologică, se dovedește că nu a conținut rămășițe umane. Au fost descoperite cenotafuri badariene (4441-3860 î.e.n) în care corpul defunctului este înlocuit de o statuetă, depusă alături de văsciorul de ofrandă, într-un vas mai mare.
Cenotafurile erau obișnuite în lumea antică. Multe au fost construite în Egiptul Antic, în Grecia Antică și în Europa de Nord.

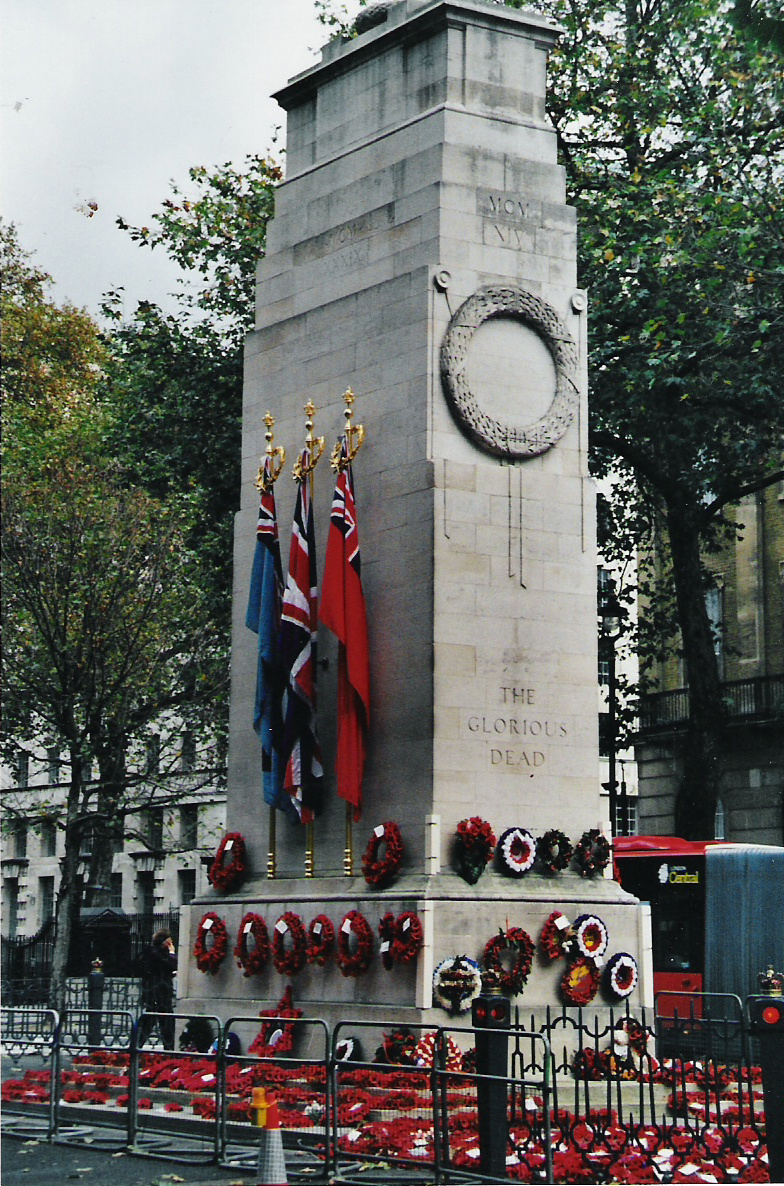
Cenotaful din Londra

Un exemplu de cenotaf este cel al căpitanului Valter Mărăcineanu, care se află la Mănăstirea Samurcășești, declarat monument istoric cu codul cod LMI IF-IV-m-B-15274.04.

Un alt exemplu de cenotaf, foarte renumit, este cel din strada Whitehall din Londra, Regatul Unit. Acesta este un monument comemorativ de război, proiectat de Sir Edwin Lutyens. A fost inaugurat în 1920 ca memorial național al Regatului Unit în memoria celor căzuți în Primul Război Mondial în Marea Britanie și în Imperiul Britanic. A fost rededicat în 1946 pentru a-i include pe cei din cel de-al Doilea Război Mondial, iar de atunci a ajuns să reprezinte victimele din Commonwealth din aceste conflicte și din cele ulterioare.
Biserica Santa Engrácia, din Lisabona, Portugalia, transformată în Panteon Național în 1966, deține șase cenotafe, și anume: Luís de Camões, Pedro Álvares Cabral, Afonso de Albuquerque, Nuno Álvares Pereira, Vasco da Gama și Henric Navigatorul.
Bazilica Santa Croce din Florența, Italia, conține o serie de cenotafe, inclusiv unul pentru Dante Alighieri, care este înmormântat la Ravenna.
Memorialul Interaliat de la Cointe, construit după Primul Război Mondial la Liège, în Belgia este un ansamblu alcătuit din biserica Sacré-Cœur, ca edificiu religios, și un cenotaf cu turn, ca monument laic.
Marginile drumurilor și șoselelor României sunt pline de cenotafuri, monumente funerare care confirmă locul în care au avut loc accidente teribile de circulație. Ca tip de monument, aceste cenotafuri sunt comemorative, nu funerare; cenotafurile „propriu–zise” sunt cele de necesitate, care au fost înălțate în absența trupului și la care se oficiază, în mod simbolic, toate ritualurile funerare. Când corpul este înmormântat undeva și în alt loc se ridică un mormânt pur simbolic, el are valoare comemorativă.

## Galerie de imagini

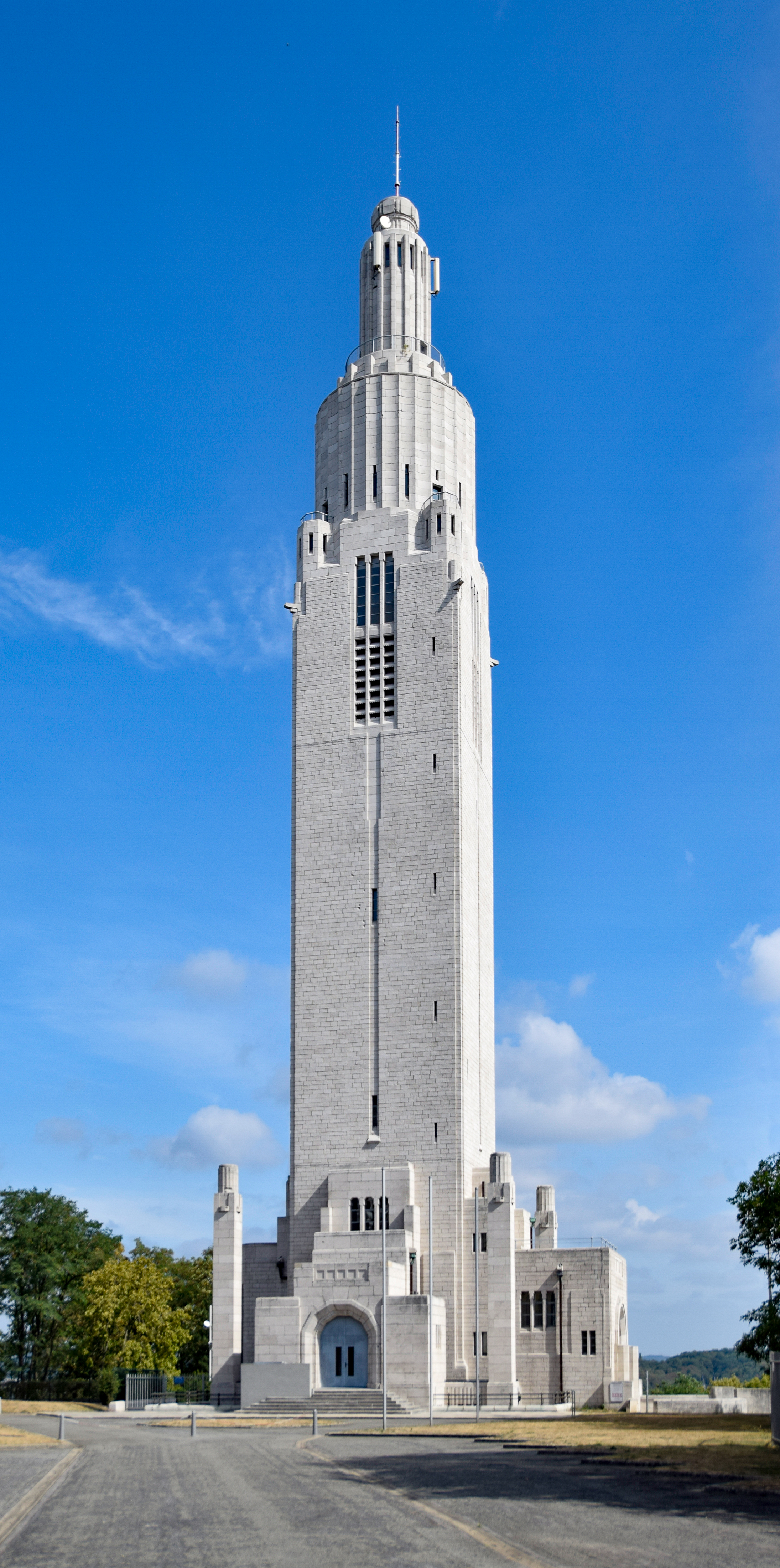
Memorialul Interaliat de la Cointe, Liège, Belgia
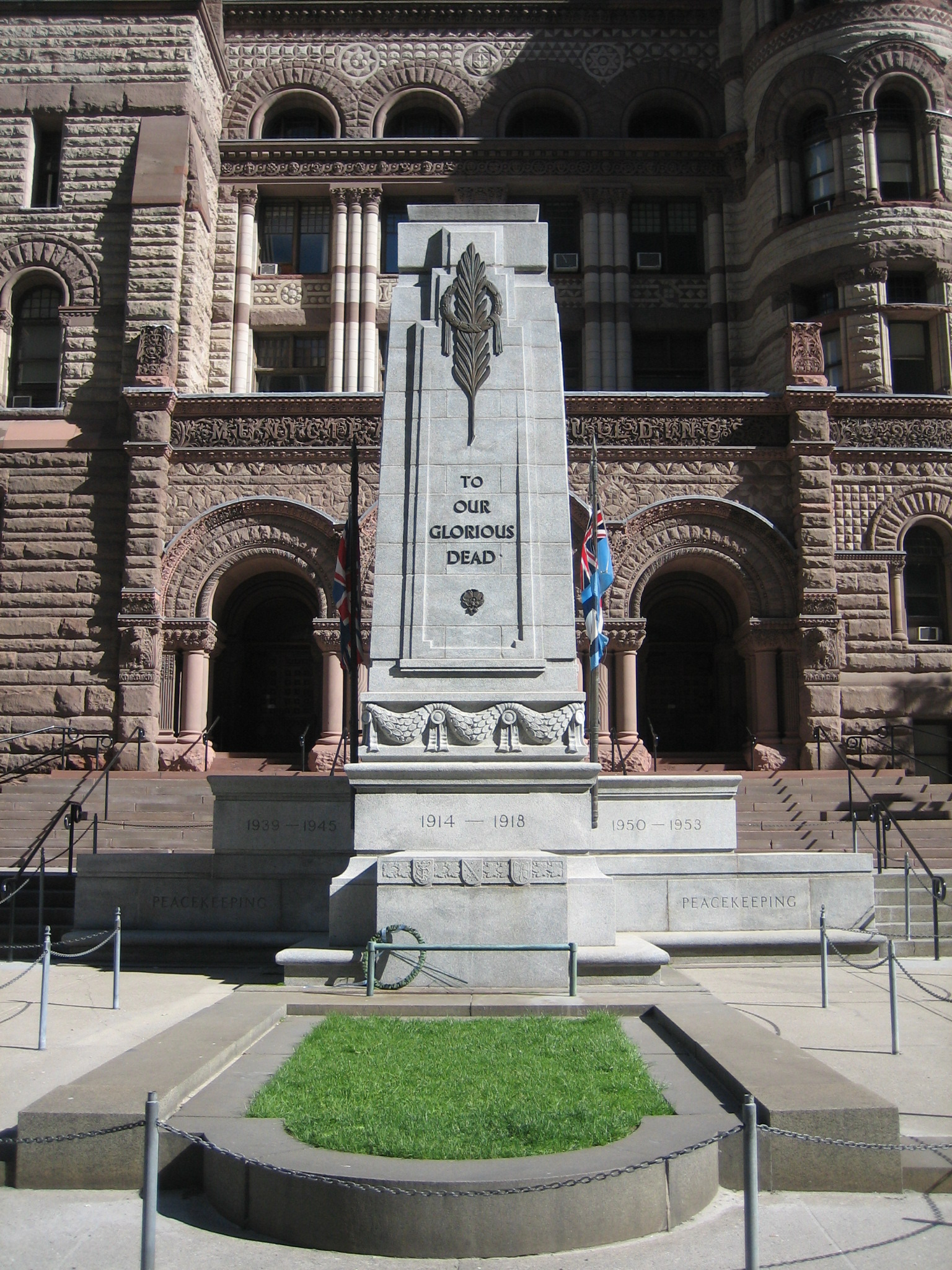
Cenotaful din Toronto, Canada
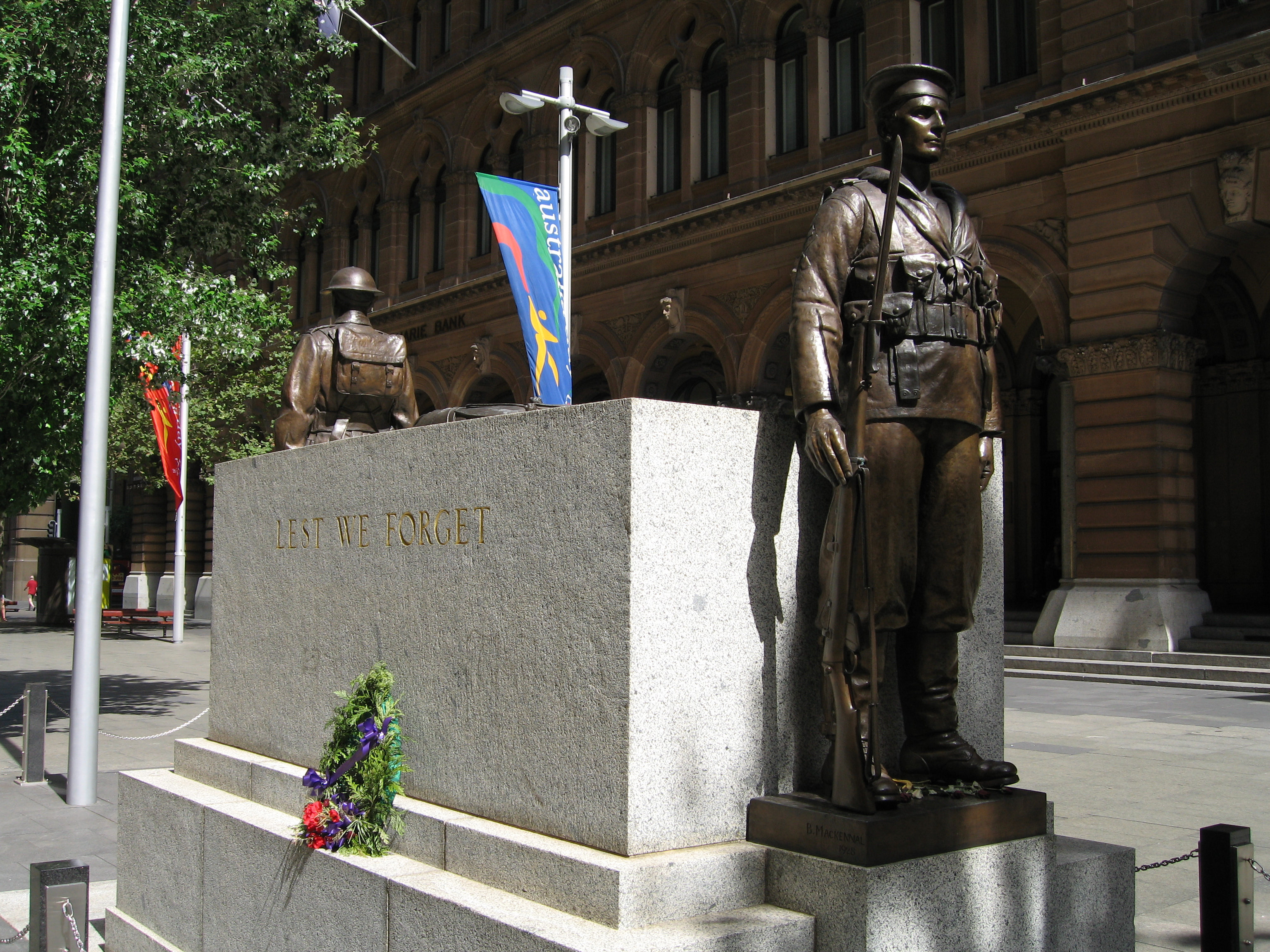
Cenotaful din Sydney, Australia
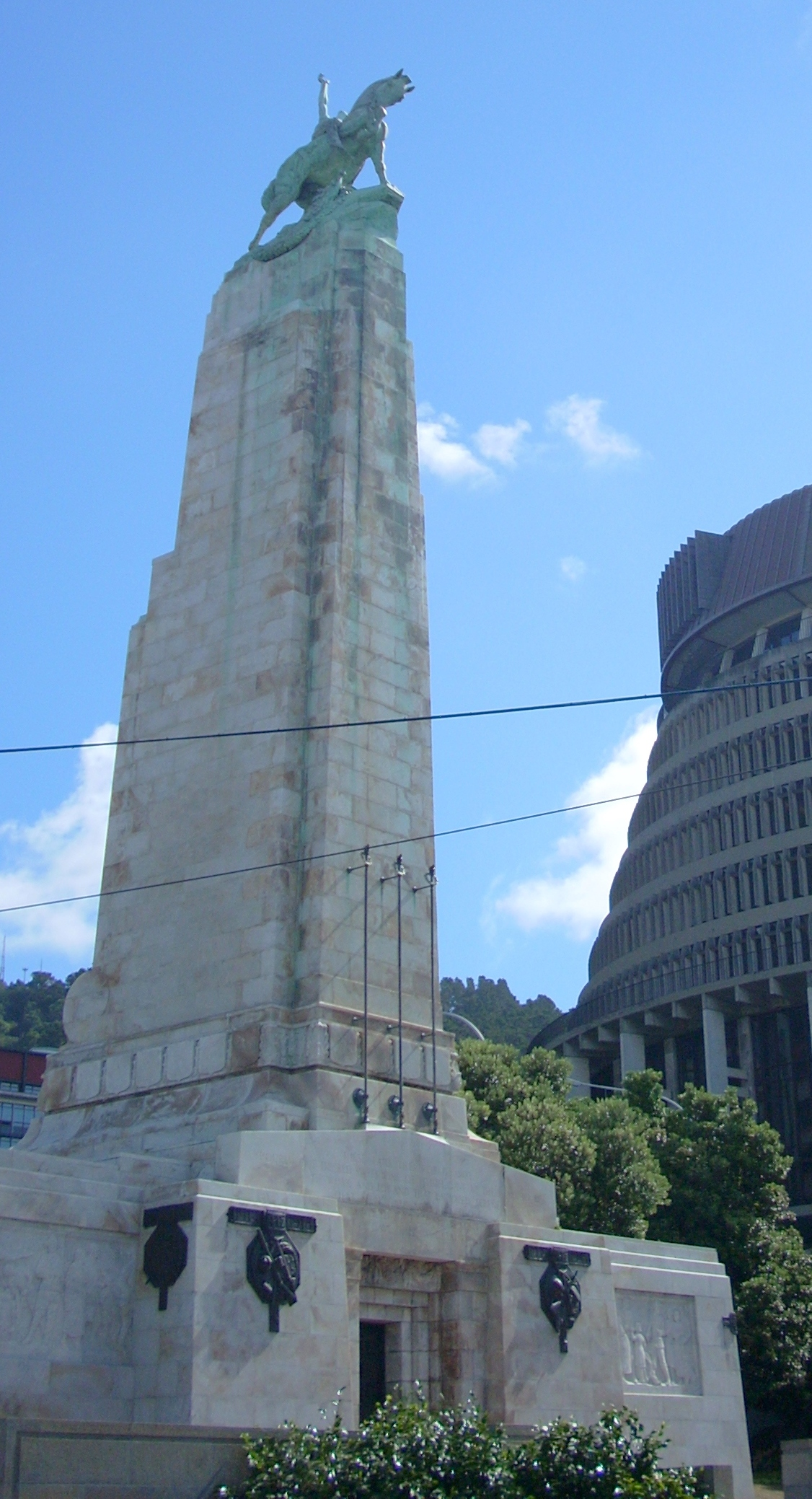
Cenotaful din Wellington, Noua Zeelandă
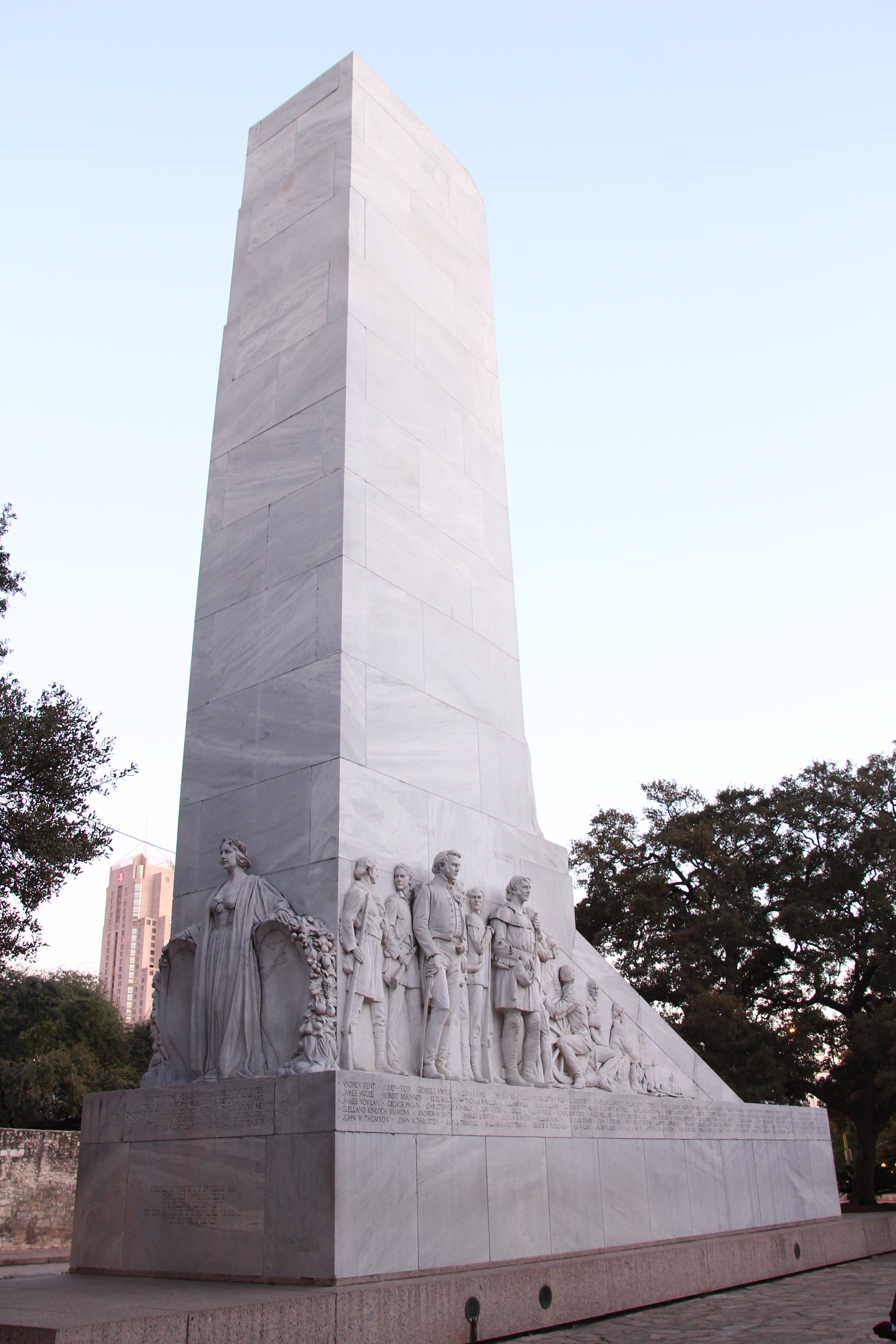
Cenotaful din San Antonio, Texas
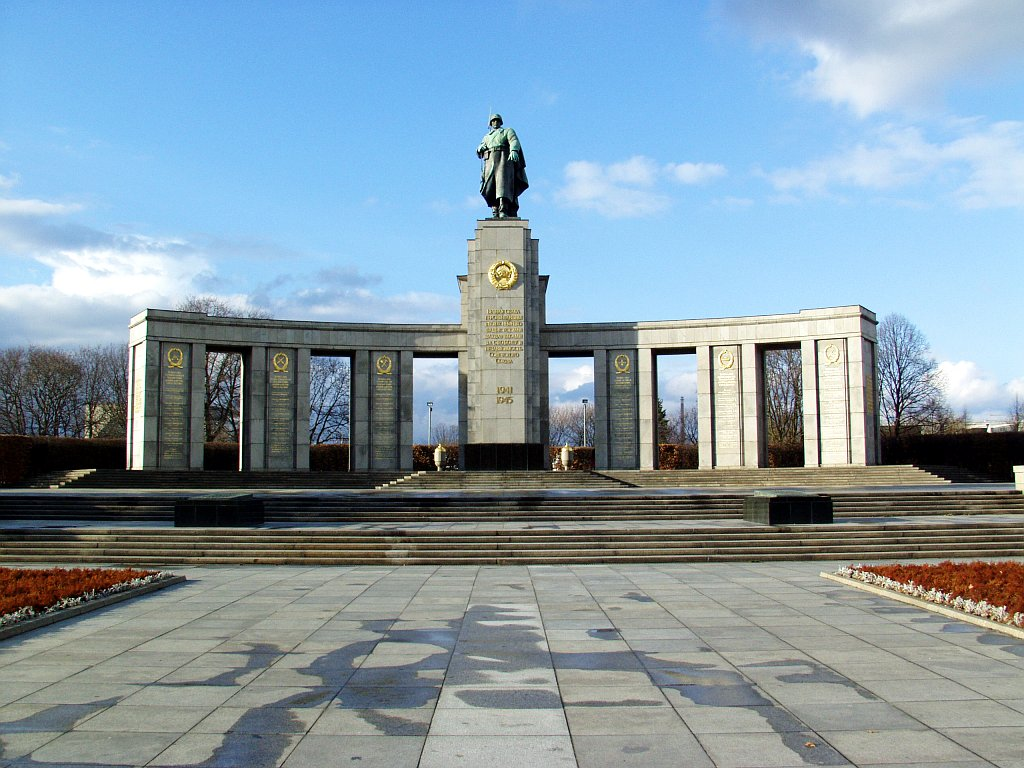
Cenotaful sovietic din Tiergarten, Berlin
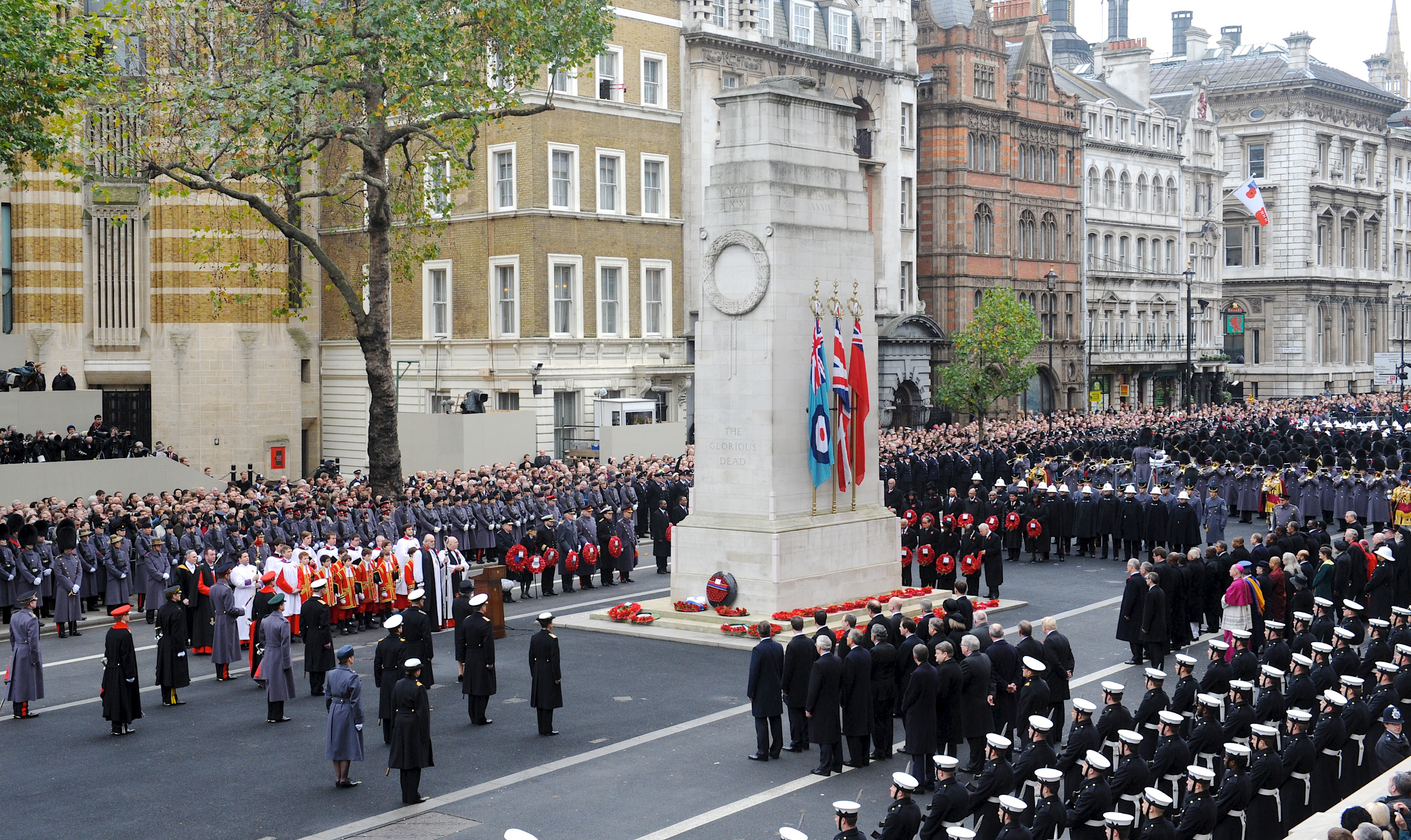
Cenotaful din Londra, în timpul slujbei din Duminica Comemorării
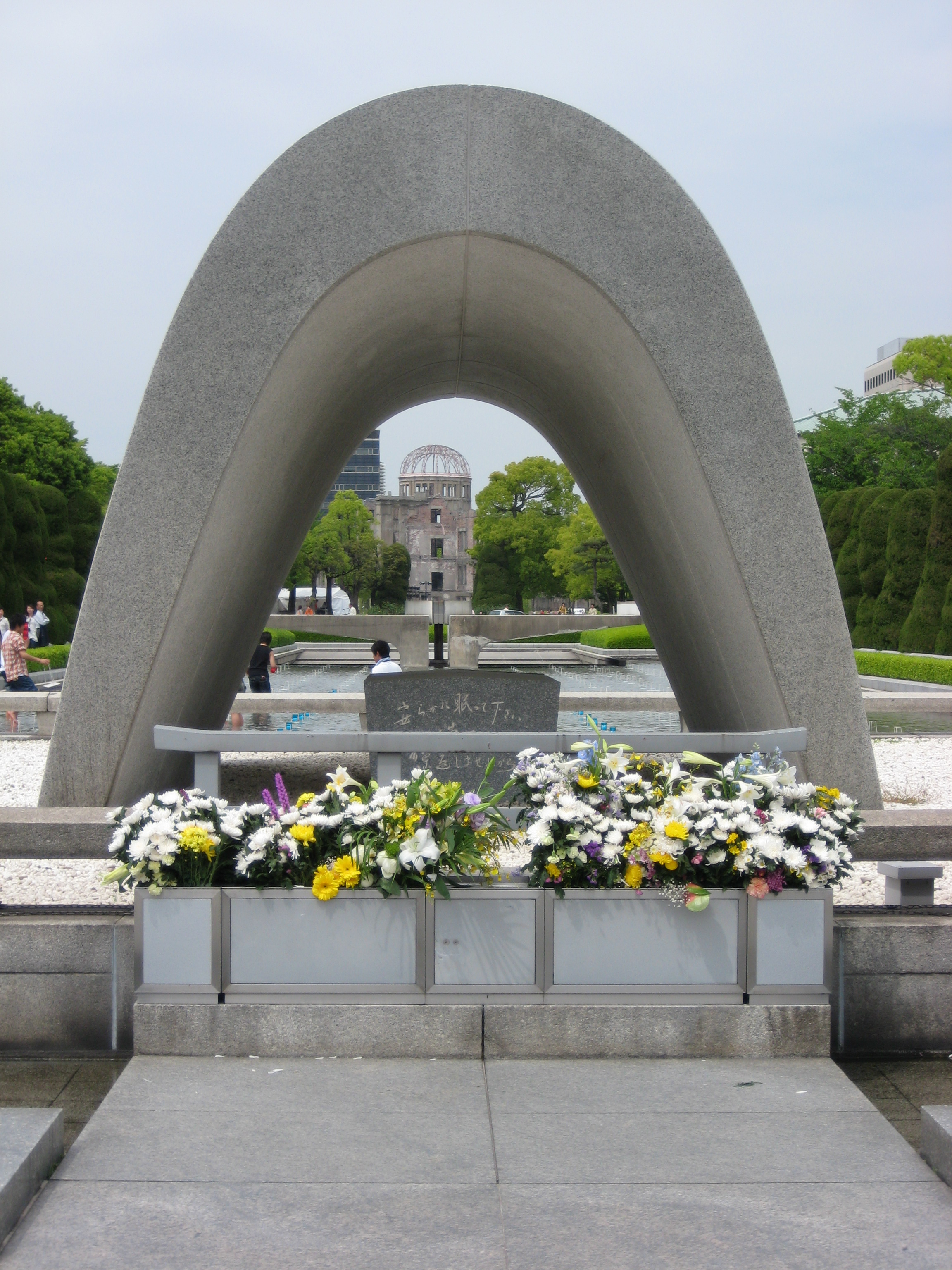
Memorialul victimelor bombei atomice, cu domul bombei atomice în depărtare, Hiroshima, Japonia
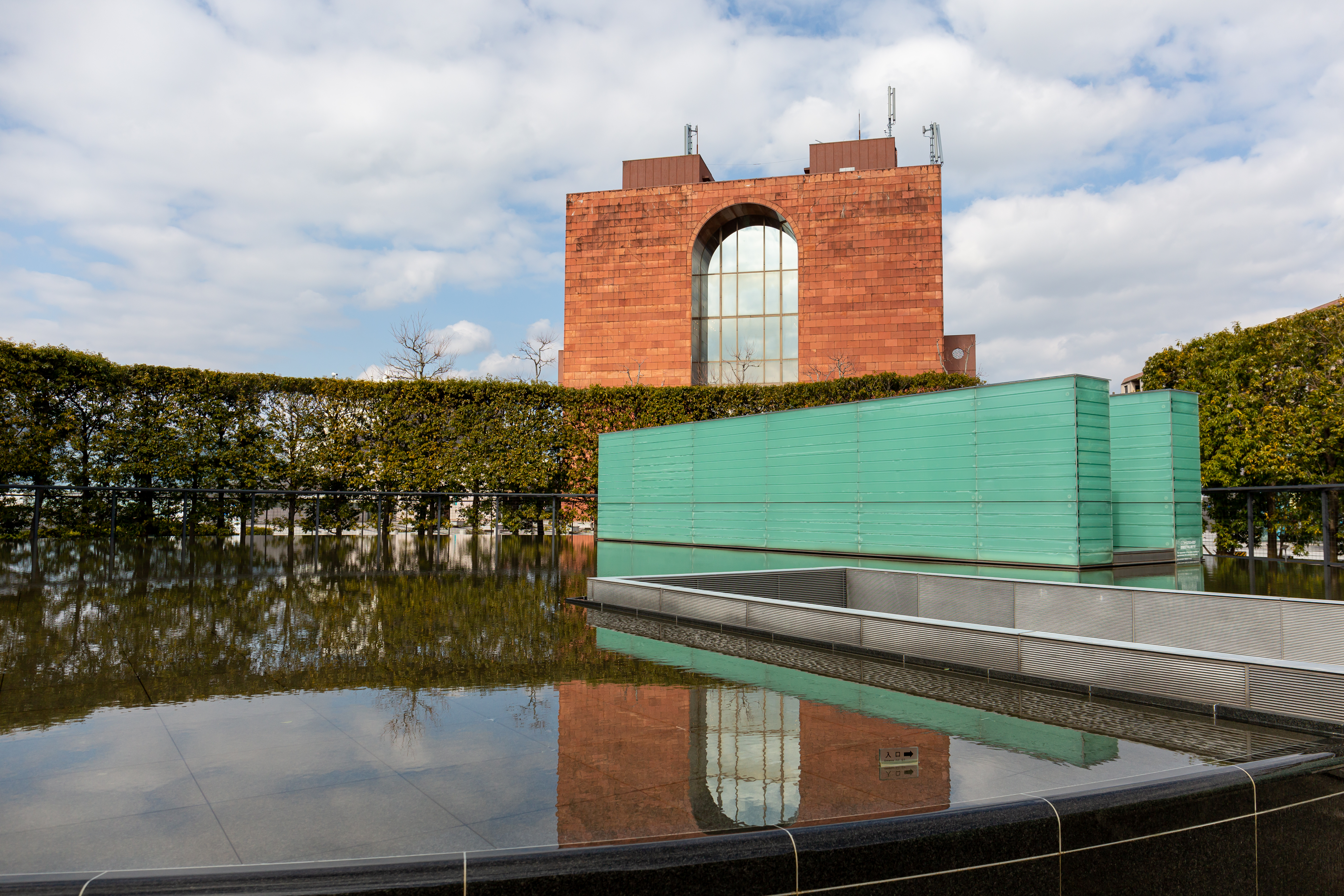
Intrarea la Memorialul Păcii din Nagasaki, Japonia